# Johann Major
Johann Major (2. ledna 1533 v Jáchymově – 16. března 1600 v Srbišti/ Zerbst) byl německý evangelický teolog, humanista a básník.